# (29490) Myslbek
(29490) Myslbek (1997 WX) – planetoida z pasa głównego asteroid okrążająca Słońce w ciągu 3,59 lat w średniej odległości 2,34 j.a. Odkryta 19 listopada 1997 roku.